# Liste der Monuments historiques in Saint-Léger (Charente-Maritime)
Die Liste der Monuments historiques in Saint-Léger (Charente-Maritime) führt die Monuments historiques in der französischen Gemeinde Saint-Léger auf.

## Liste der Bauwerke
| Bezeichnung     | Beschreibung              | Standort | Kennzeichnung | Schutzstatus | Datum | Bild           |
| --------------- | ------------------------- | -------- | ------------- | ------------ | ----- | -------------- |
| Kirche St-Léger | Erbaut im 12. Jahrhundert | (Lage)   | PA00105197    | Classé       | 1931  | weitere Bilder |

## Liste der Objekte
Zum Verständnis siehe: Kirchenausstattung
| Bezeichnung          | Beschreibung                             | Standort                      | Kennzeichnung | Schutzstatus | Datum | Bild |
| -------------------- | ---------------------------------------- | ----------------------------- | ------------- | ------------ | ----- | ---- |
| Glocke               | Bronze, 1603 gegossen                    | in der Kirche St-Léger (Lage) | PM17000400    | Classé       | 1908  |      |
| Zwei Engelskulpturen | Holz, polychrom gefasst, 18. Jahrhundert | in der Kirche St-Léger (Lage) | PM17001310    | Inscrit      | 1982  |      |